# 고금운회거요 (보물)
《고금운회거요》(古今韻會擧要)는 서울 국립중앙박물관에 있는 조선 시대의 책이다. 제27권부터 29권까지 3권이다. 1993년 4월 27일 보물 제1158호로 지정되었다.

## 특징
《고금운회거요》는 중국 원나라 때의 웅충(熊忠)이 그의 스승인 황공소(黃公紹)가 1292년에 지은 《고금운회》(古今韻會)에 주석을 첨삭하여 전 30권으로 만든 운서(韻書)이다. 간단히 《운회》(韻會)라고도 하며, 《고금운회》가 지금 전하지 않아 이 책의 내용을 통해 그 대강을 추측할 수 있다. 이 책은 《홍무정운》(洪武正韻) 등과 함께 조선 시대에 널리 이용되던 것으로 세종은 훈민정음을 창제한 후 신숙주, 성삼문 등에게 《고금운회거요》의 번역 사업을 명하였으나 이 사업은 완성되지 못하였다.
세종 4년(1432) 겨울 경상도관찰출척사로 부임한 신인손(辛引孫, 1384~1445)이 《운회거요》가 간행되지 못한 것을 알고 그 책을 구하려고 힘썼다. 그러나 소장자가 없어 다음해인 1433년에 세종에게 이를 아뢰니, 경연소장본(經筵所藏本) 2부를 내려주었고, 경주부와 밀양부에 나누어 새기게 하여 세종 16년(1434)에 간행하였다. 간행에 있어 신인손 이외에 도사(都事) 박근(朴根, ?~?), 경주부윤(慶州府尹) 김을신(金乙辛, ?~?) 등 여러 관리가 관여하였고, 판을 새기는 데에는 대선사(大禪師) 홍희(洪熙) 이하 20여 명의 승려와 전 서승(署丞) 이종생(李從生) 등 총 109명의 각수가 참여하여 5개월에 걸친 작업 끝에 완성하였다. 판각이 비교적 정교하고 글씨가 미려하며, 인쇄가 깨끗하여 원래 판본의 특징이 그대로 나타나 있다. 
그 뒤에도 이 책은 선조 때 이식(李植, 1584~1647)에 의하여 번각(覆刻)된 것을 비롯하여 여러 차례 간행된 바 있으며, 중종 때 최세진(崔世珍, ?~1542)은 《고금운회거요》에 수록된 한자를 옥편(玉篇)의 자서(字書) 형태로 개편하여 《운회옥편》(韻會玉篇) 2권을 지었다. 《고금운회거요》는 반절음(反切音)을 한국 음으로 번역, 훈민정음의 초성 차례로 자류(字類)를 배열하여 세종 29년(1447)에 완성한 《동국정운》(東國正韻)의 기본이 된다는 점에서 음운학상 매우 중요한 자료로 평가된다.

## 참고 자료
- 고금운회거요 권27~30 - 국가유산청 국가유산포털